# Gli ateniesi abbandonati al Minotauro nel labirinto di Creta
Gli ateniesi abbandonati al Minotauro nel labirinto di Creta (Les Athéniens livrés au Minotaure dans le labyrinthe de Crète) è un dipinto a olio su tela realizzato nel 1855 dal pittore francese Gustave Moreau e conservato al Museo Municipale di Bourg-en-Bresse.

## Descrizione
Il dipinto rappresenta quattordici giovani ateniesi (sette ragazzi e sette ragazze) nel labirinto di Cnosso, di cui si scorge una parete decorata con bassorilievi a carattere mitologico. La disperazione delle giovani vittime sacrificali è causata dall'avvicinarsi del Minotauro. Il soggetto non era particolarmente diffuso nella pittura francese del XIX secolo, con l'eccezione dell'anno 1807, quando l'episodio del mito di Teseo era il tema del Prix de Rome.

## Analisi
Il dipinto rivela il tentativo di Moreau di allontanarsi dalla pittura romantica a favore di quella neoclassica. Particolarmente evidenti sono gli influssi dello stile e dell'opera di Nicolas Poussin e Jacques-Louis David: il giovane accovacciato al centro, infatti, richiama una figura analoga ne I pastori dell'Arcadia di Poussin, mentre echi de Il giuramento degli Orazi sono presenti nel gruppo centrale dei giovani uomini al centro e delle fanciulle abbandonate scompostamente nella loro angoscia.
Il tema rispecchia l'interessa dell'epoca per la pittura antica e di carattere storico, fomentato da recente scoperte archeologiche a Pompei. Nel 1854 Le Magasin pittoresque, giornale a cui Moreau era abbonato, dedicò un lungo articolo all'Isola di Creta; tuttavia, l'arte minoica era ancora sconosciuta all'epoca e lo sfondo del dipinto è influenzato dall'arte ellenistica e non da quella cretese.

## Storia
Gustave Moreau aveva già realizzato due opere sul tema nel 1852 quando ricevette una commissione ufficiale da parte dello Stato francese il 26 settembre 1854. Il giovane artista era stato raccomandato al ministro Achille Fould da un generale di stanza a Lilla e il salario di Moreau ammontava a quattromila franchi. Il tema fu scelto da Fould, che l'11 dicembre mandò un messo a controllare i lavori. L'opera fu selezionata per essere presentata insieme ad altri cinquemila dipinti in occasione dell'Esposizione universale del 1855. Il dipinto tuttavia non attirò l'attenzione della critica e fu quindi inviato a Bourg-en-Bresse. Lo scarso interesse del pubblico nel quadro sembra essere stato condiviso dallo stesso artista, che trent'anni dopo averlo dipinto dichiarò di non sapere dove si trovasse la tela. L'opera fu riscoperta e restaurata nel 1954 in occasione delle celebrazioni per il centenario del Museo Municipale di Bourg-en-Bresse.